# 日本貉
日本貉，又稱日本貉子、日本狸，是一種犬科動物，為日本特有種。日本貉屬於貉属的兩個物種之一，另一種為貉，部分分類學者認為牠是貉的亞種。
日本貉自古以來以化狸的形象在日本民間傳說中扮演重要角色，牠們被認為性格頑皮、開朗，擅長偽裝和變身，但也帶有天真與粗心的特質。這種動物在日本藝術中十分常見，尤其常以雕像形式出現。

## 簡介
日本貉的胃部較小，毛皮較短，保溫價值不如貉。其白色品種較為罕見。日本貉的眼睛皮膚白化症是由TYR核苷酸序列第三和第五外顯子的突變引起，該序列負責黑色素色素沉著。

## 習性
日本貉主要為夜行性動物。牠們會發出咆哮聲或類似家貓的呻吟聲。同貓一樣，日本貉會拱起背部來威嚇其他動物。牠會採取與其他犬科動物相似的防禦姿態，透過壓低身體並露出腹部來表示順從。通常，社會群體僅限於一對繁殖配偶，但單獨的日本貉可能會留在未配對個體的群體中，直到找到配偶。
該物種主要為單配偶制。雌雄個體的繁殖期同步進行，持續時間為二月至四月。經過9週的妊娠期後，會產下一窩幼崽（通常為4-6隻）。父母會在巢穴中照顧幼崽約一個月，然後在幼崽離開巢穴後再照顧一個月。日本貉在野外的壽命為7-8年，在圈養環境中最長可達13歲。牠們曾被觀察到會爬樹覓食果實和漿果，利用其彎曲的爪子進行攀爬。

## 分類

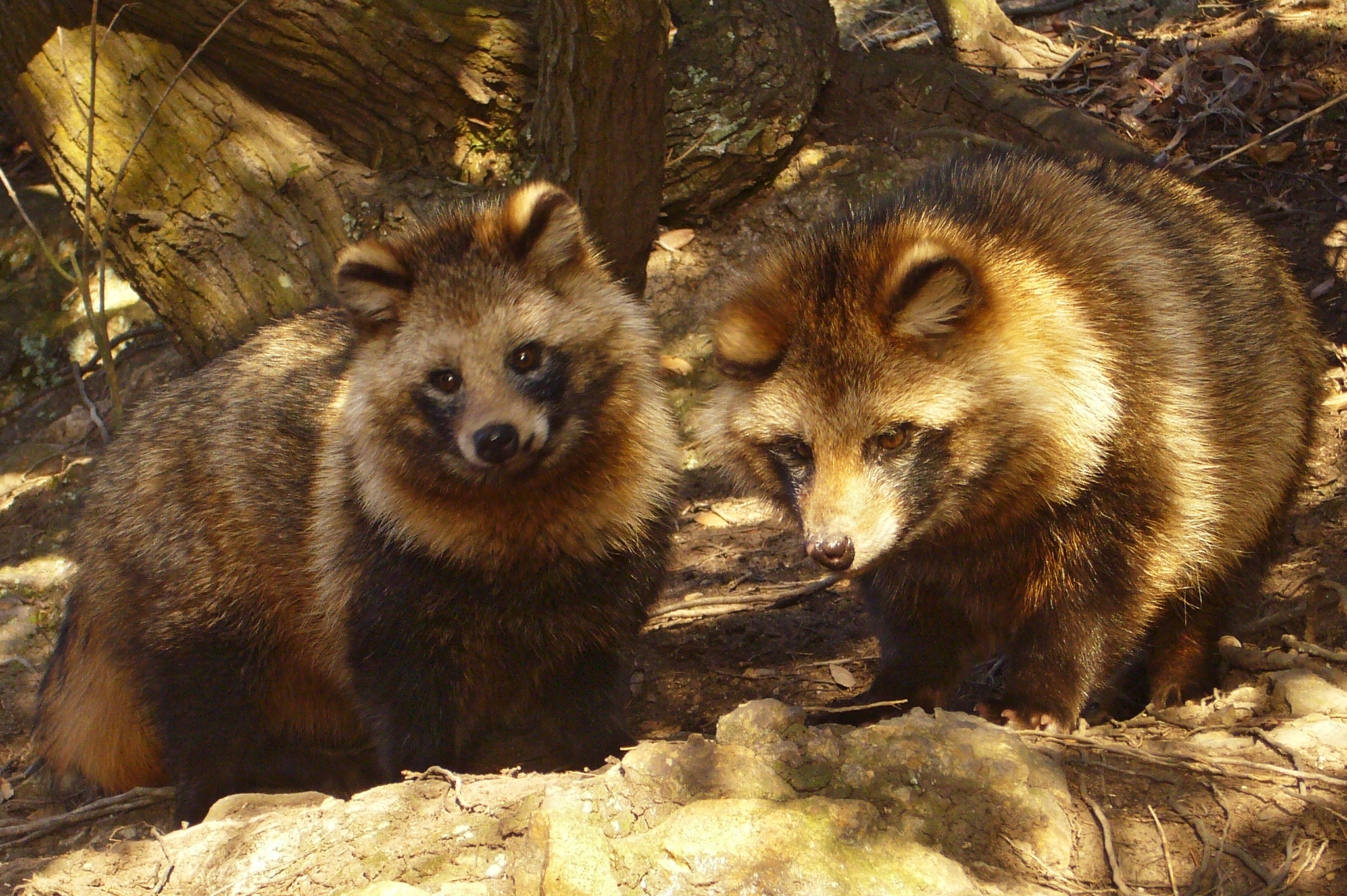
位於廣島縣福山市的日本貉

日本貉因具有貉所沒有的獨特染色體、行為和形態學特徵而被分類為獨立物種。基因分析已確認其獨特的mtDNA序列，基於8個羅伯特易位的證據，將其分類為獨立的隔離種。經過多項研究的形態學和遺傳學分析，均表明N. viverrinus是一個獨立物種，隨後被美國哺乳動物學會分類為獨立物種。然而，國際自然保護聯盟犬科動物組於2001年9月的犬科動物生物學與保護會議拒絕將日本貉分類為獨立物種，但基於其彈性基因組，其地位仍存在爭議。哺乳動物分類學的匯總機構對此問題看法不一。國際自然保護聯盟和《世界哺乳動物物種》（2005年）均將日本貉視為普通貉（N. procyonoides）的亞種，而美國哺乳動物學會在其哺乳動物多樣性資料庫中將N. viverrinus列為有效物種。
日本貉的核型與貉不同。雖然不知道貉和日本貉是否能產生有生育能力的後代，但人們推測牠們之間的染色體差異會對潛在後代的生育能力產生有害影響，這可能預示着物種形成。
研究人員認為日本貉可能還可以細分為N. p. procyonoides和N. p. albus等不同亞種，但這兩種觀點都具有爭議性。來自北海道的日本貉有時被認為是亞種Nyctereutes viverrinus albus，此分類在《世界哺乳動物物種》中被視為N. p. viverrinus的同物異名，但比較形態計量分析支持將北海道族群視為獨立的亞種單元。

## 保護
由於日本貉在日本分布廣泛且族群數量充足，包括作為外來種在歐洲東北部大量繁殖，IUCN將其列為「無危」等級。在許多歐洲國家，日本貉被視為有害及入侵物種，因此可被合法獵捕。在日本，主要因防止農作物受害而獵捕日本貉；此外，其毛皮常用於製作書法毛筆，並在第二次世界大戰前主要出口至美國。據保守估計，日本每年約有37萬隻日本貉因車輛事故死亡。

## 傳統文化

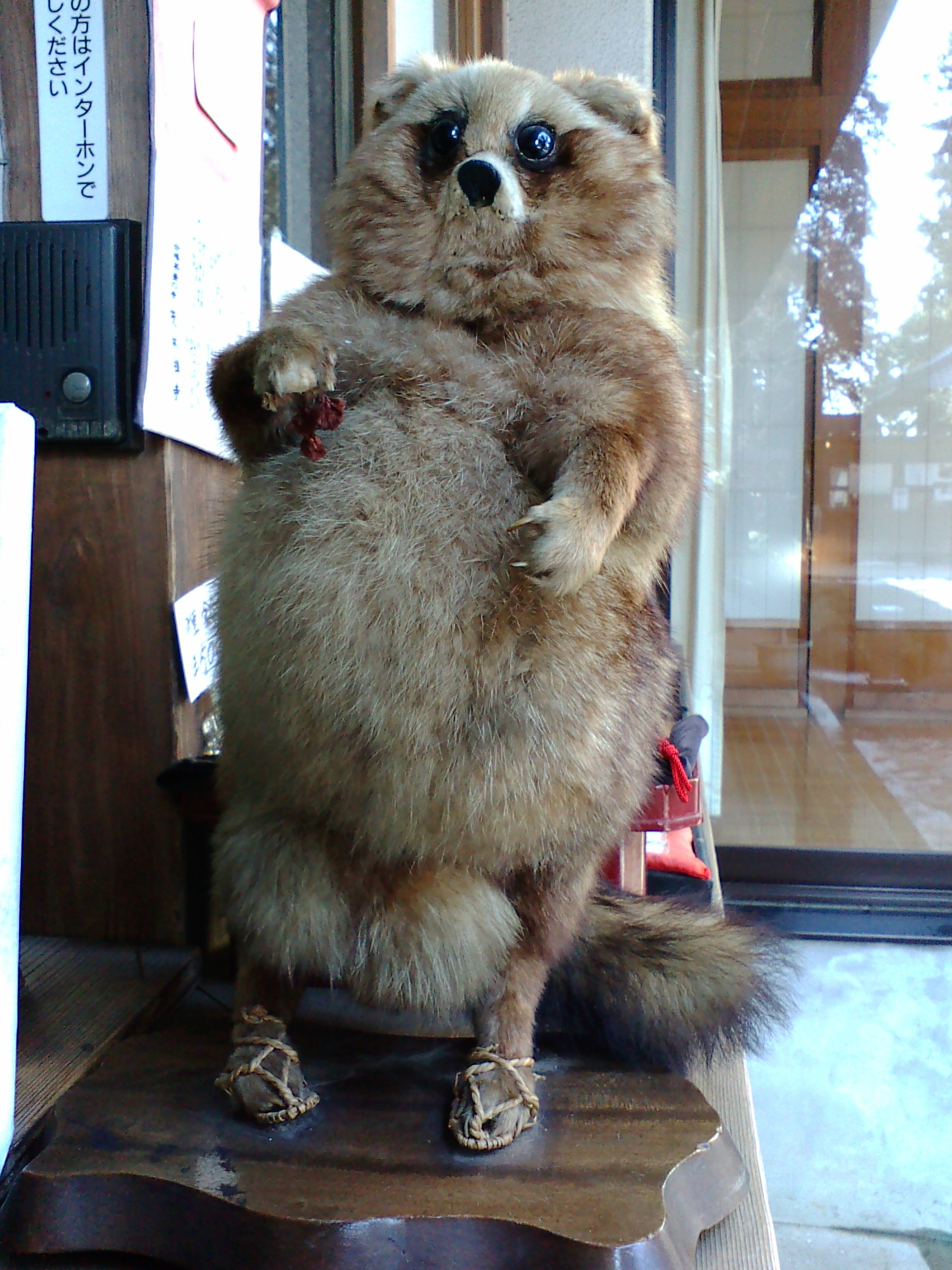
日本貉的標本，腳上穿著草鞋。這隻日本貉展示於作为日本民間故事「分福茶釜」發源地的一間佛寺。

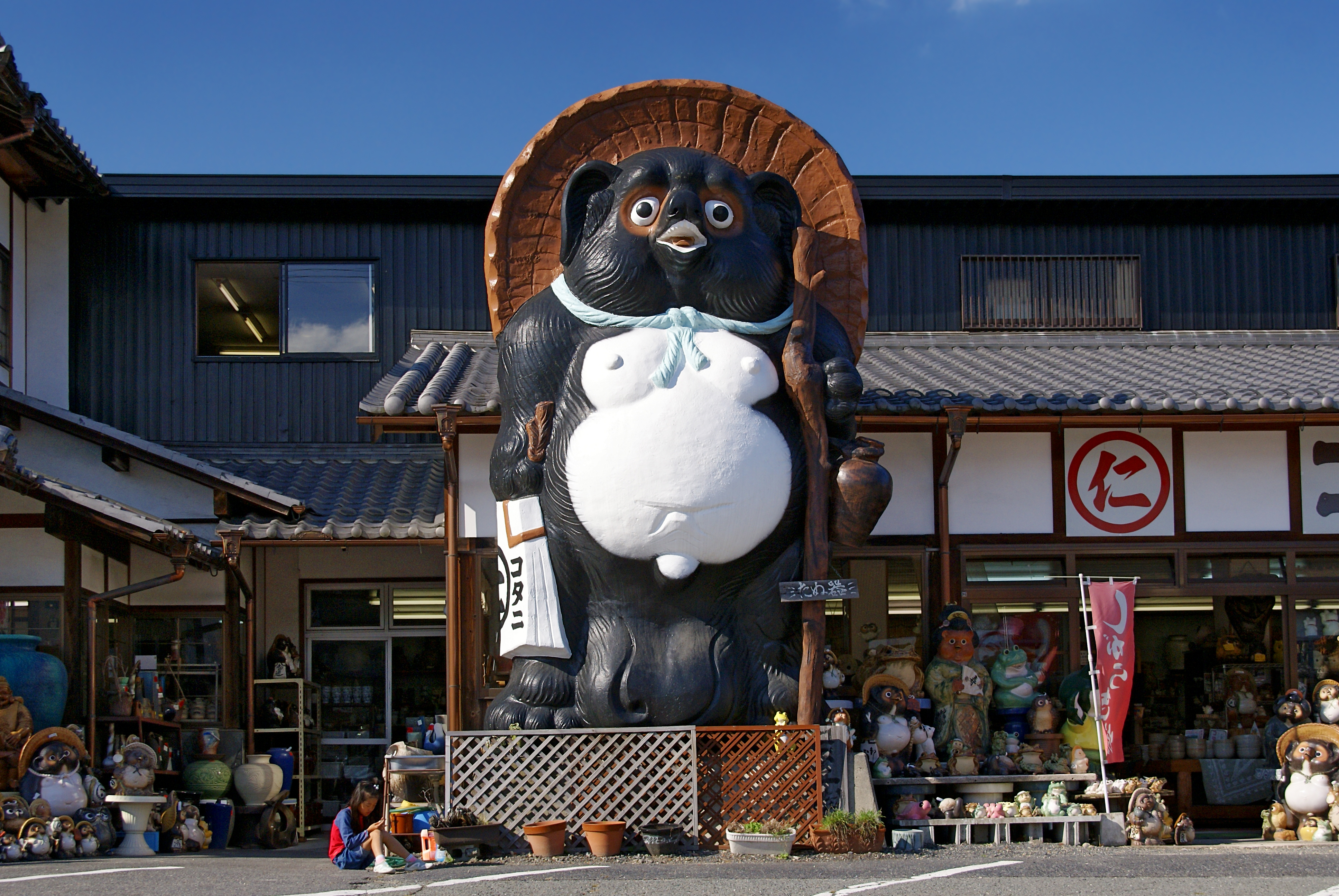
滋賀縣甲賀市信樂町的日本貉雕像

日本貉（羅馬化：tanuki）在日本的傳說和民間故事中有悠久的歷史。化狸（羅馬化：bakedanuki）是日本各地經典、民間傳說及地方故事中的一種超自然存在。雖然日本貉是現實存在的動物，但文學中出現的「化狸」一直被描繪為奇異或超自然的動物。其最早出現在文獻中的記載是在奈良時代所著《日本書紀》的「推古天皇」章節，例如「卅五年春二月。陸奥國有狢化人以歌之」。「化狸」隨後出現在《日本靈異記》及《宇治拾遺物語》等經典文獻。在日本部分地區，「化狸」據說具有類似狐狸的能力，可以變化為其他事物或人形，甚至能附身於人類。
日本貉的許多傳說來自新潟縣佐渡島和四國。其中包括佐渡的團三郎狸、金長狸與六右衛門狸（位於德島縣阿波國）、以及屋島的禿狸（位於香川縣）。具有特殊能力的狸會被賦予名字，並成為祭祀的對象。

## 流行文化
日本貉，或其民間傳說形象「化狸」，在日本流行文化中屢見不鮮。非日本人首次接觸「狸」通常是透過日本媒體的輸出。在翻譯過程中，狸常被描述或誤認為是浣熊。在任天堂的電子遊戲中，可以穿上具有日本貉外觀的狸貓裝，使他能夠飛行並變身為地藏菩薩雕像，類似於「化狸」。這個強化道具的靈感來自於日本貉用樹葉變身的神話。1994年吉卜力工作室的動畫電影《平成狸合戰》描繪了一群日本貉利用變身能力保衛棲息地，抵抗人類開發。在《航海王》漫畫及動畫系列中，有一個持續性的笑點：角色喬巴是一隻會變身的馴鹿，但常被其他角色誤認為是日本貉。每次他都會生氣地糾正，自己是「馴鹿」。2020年TRIGGER動畫的主角影森滿是具有人形、會變身的日本貉，並常被誤認為是浣熊。

## 延伸閱讀
- 日野巌.   2. 中央公論新社. 2006. ISBN 978-4-12-204792-1.
- 健部伸明; 怪兵隊.  . 新紀元文庫 IV. 新紀元社. 1990. ISBN 978-4-915146-44-2.
- 中村禎里.  . 朝日新聞出版. 1990. ISBN 978-4-02-259500-3.
- 桜井徳太郎 (编).  . 東京堂出版. 1980. ISBN 978-4-490-10137-9.